# Puchar Świata w Boksie 1979
 1. Puchar Świata w boksie odbył się w dniach 11–19 października 1979 roku w Nowym Jorku (Stany Zjednoczone).

## Rezultaty

### Medaliści
| Kategoria wagowa                | Złoto                              | Srebro                            | Brąz                                                           |
| Waga papierowa (-48 kg)         | Richard Sandoval Stany Zjednoczone | Kamil Safin ZSRR                  | Gil Jamile Filipiny · William Johnston Australia               |
| Waga musza (-51 kg)             | Alberto Mercado Portoryko          | Payao Poontarat Tajlandia         | Francis Musankabala Zambia · Aleksiej Nikiforow ZSRR           |
| Waga kogucia (-54 kg)           | Jackie Beard Stany Zjednoczone     | Chul Soon-hwang Korea Południowa  | Richard Pittman Wyspy Cooka · Luis Pizarro Portoryko           |
| Waga piórkowa (-57 kg)          | Bernard Taylor Stany Zjednoczone   | Wiktor Rybakow ZSRR               | Kim Byung-jin Korea Południowa · Viroj Srivapa Tajlandia       |
| Waga lekka (-60 kg)             | Wiktor Diemjanienko ZSRR           | Davey Armstrong Stany Zjednoczone | Michael Dominguez Portoryko · René Weller RFN                  |
| Waga lekkopółśrednia (-63,5 kg) | Sierik Konakbajew ZSRR             | Lemuel Steeples Stany Zjednoczone | Pedro Cruz Portoryko · Azumah Nelson Ghana                     |
| Waga półśrednia (-67 kg)        | Eddie Green Stany Zjednoczone      | Aleksandr Koszkin ZSRR            | David Hall Australia · Ra Kyung-min Korea Południowa           |
| Waga lekkośrednia (-71 kg)      | James Shuler Stany Zjednoczone     | Park Il-chun Korea Południowa     | Chamzat Dżabraiłow ZSRR · Somkid Sangtab Tajlandia             |
| Waga średnia (-75 kg)           | Władimir Szin ZSRR                 | Park Young-kyu Korea Południowa   | Alex Ramos Stany Zjednoczone · Andrew Stankovich Nowa Zelandia |
| Waga półciężka (-81 kg)         | Tony Tucker Stany Zjednoczone      | Albert Nikolian ZSRR              | Dennis Jackson Portoryko · Kurt Seiler RFN                     |
| Waga ciężka (+81 kg)            | Tony Tubbs Stany Zjednoczone       | Choren Indżejan ZSRR              | Joseph Adamah Mensah Ghana · Luc Tchoula Gabon                 |

### Tabela medalowa
| Miejsce | Państwo           |    |    |    | Razem |
| ------- | ----------------- | -- | -- | -- | ----- |
| 1       | Stany Zjednoczone | 7  | 2  | 1  | 10    |
| 2       | ZSRR              | 3  | 5  | 2  | 10    |
| 3       | Portoryko         | 1  | 0  | 4  | 5     |
| 4       | Korea Południowa  | 0  | 3  | 2  | 5     |
| 5       | Tajlandia         | 0  | 1  | 2  | 3     |
| 6       | Australia         | 0  | 0  | 2  | 2     |
| 6       | Ghana             | 0  | 0  | 2  | 2     |
| 6       | RFN               | 0  | 0  | 2  | 2     |
| 9       | Gabon             | 0  | 0  | 1  | 1     |
| 9       | Filipiny          | 0  | 0  | 1  | 1     |
| 9       | Nowa Zelandia     | 0  | 0  | 1  | 1     |
| 9       | Wyspy Cooka       | 0  | 0  | 1  | 1     |
| 9       | Zambia            | 0  | 0  | 1  | 1     |
| Razem   | 13 państw         | 11 | 11 | 22 | 44    |